# François Bourdoncle

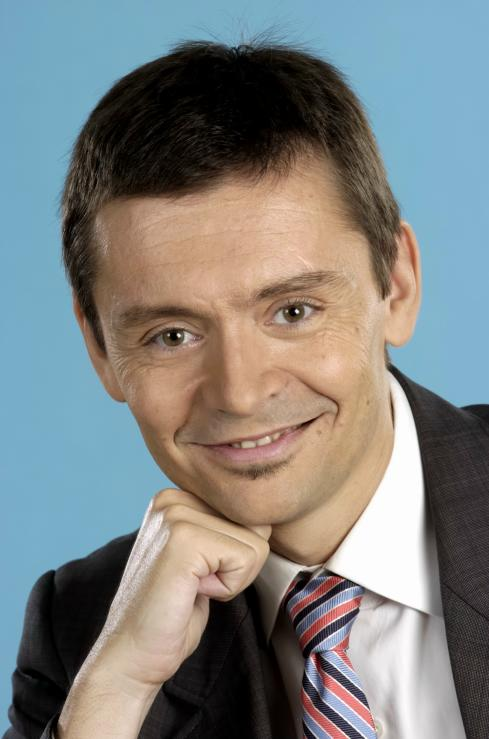
François Bourdoncle

François Bourdoncle (* 20. April 1964) war im Jahre 2000 Mitbegründer und Präsident der französischen Suchmaschinenfirma Exalead S.A.
Er ist seit 1995 Associate Professor an der École polytechnique. Die Programmiersprache Jazz und die Java-basierte, objektorientierte XML-Programmiersprache Exascript gehen auf ihn zurück.
Unter der Schirmherrschaft des französischen Ministers Thierry Breton erhielt Francois Bourdoncle in Boulogne (Hauts-de-Seine) die Auszeichnung als einer der zehn besten Ingenieure 2005.

## Werke
- Semantic Analysis of Interval Congruences. Springer-Verlag, London, UK 1993, ISBN 3-540-57316-X.